# BUDDiiS
BUDDiiS（バディーズ）は、スターダストプロモーション 所属の新人・若手俳優で構成された「EBiDAN（恵比寿学園男子部）」内の10人組"DIY"ダンス&ボーカルグループ。

## 概要
スターダストプロモーションA&R ZERO所属。EBiDANのグループである。個人では、全員制作1部所属。
2020年9月16日結成。元PRIZMAXのFUMINORI・KEVIN・MORRIEと、研究生の8人で構成された。
ファンの呼称は、「バディ」。
グループカラーは、  黄色。
DIYダンスボーカルグループとは、KEVIN中心に作詞曲、FUMINORI・FUMIYA中心に振付、SEIYAはグッズ原案デザイン、MORRIEはメンバーのヘアセット、一部のメンバーで衣装スタイリング・ライブ演出など、メンバー自ら手掛けている"DIY"と、頭文字に、D＝Dance（ダンスで魅了）・I＝Individuality（十人十色の個性）・Y＝Yell（楽曲でファンの日常を後押ししていく）という意味が込められている。
2022年現在のポジションは、
メインボーカル　KEVIN・MORRIE
リードボーカル　SHOW・SHOOT
ラッパー　FUMINORI・SEIYA・FUMIYA
ダンサー　YUMA・TAKUYA・HARUKI

## メンバー
| 名前     | 本名 （ふりがな）            | 担当                    | 生年月日（年齢）       | 出身地          | 血液型 | 身長    | 公式サイト                                                             | 備考                      |
| -------- | ---------------------------- | ----------------------- | ---------------------- | --------------- | ------ | ------- | ---------------------------------------------------------------------- | ------------------------- |
| FUMINORI | 小川史記 （おがわ ふみのり） | ダンサー リーダー       | 1994年11月21日（30歳） | 埼玉県 白岡市   | AB型   | 174cm   | STARDUST - スターダストプロモーション - 小川史記のプロフィール         | 元PRIZMAX                 |
| KEVIN    |                              | メインボーカル          | 1997年7月12日（28歳）  | 神奈川県 横浜市 | O型    | 173cm   | STARDUST - スターダストプロモーション - ケビンのプロフィール           | 元PRIZMAX                 |
| MORRIE   | 森英寿 （もり ひでとし）     | メインボーカル          | 1999年11月20日（25歳） | 東京都          | A型    | 175.5cm | STARDUST - スターダストプロモーション - 森英寿(もーりー)のプロフィール | 元PRIZMAX 弟はSHOOT       |
| SEIYA    | 岡本聖哉 （おかもと せいや） | ラップ ダンサー         | 2000年12月20日（24歳） | 東京都          | B型    | 177cm   | STARDUST - スターダストプロモーション - 岡本聖哉のプロフィール         |                           |
| YUMA     | 野瀬勇馬 （のせ ゆうま）     | ダンサー                | 2001年6月25日（24歳）  | 神奈川県 横浜市 | AB型   | 170cm   | STARDUST - スターダストプロモーション - 野瀬勇馬のプロフィール         |                           |
| SHOW     | 西田祥 （にしだ しょう）     | リードボーカル ダンサー | 2003年1月1日（22歳）   | 東京都          | A型    | 170cm   | STARDUST - スターダストプロモーション - 西田祥のプロフィール           |                           |
| TAKUYA   | 大槻拓也 （おおつき たくや） | ダンサー                | 2003年3月5日（22歳）   | 東京都          | O型    | 175cm   | STARDUST - スターダストプロモーション - 大槻拓也のプロフィール         |                           |
| HARUKI   | 岩尾春輝 （いわお はるき）   | ダンサー FC隊長         | 2004年3月16日（21歳）  | 神奈川県 横浜市 | O型    | 177cm   | STARDUST - スターダストプロモーション - 岩尾春輝のプロフィール         |                           |
| FUMIYA   | 高尾楓弥 （たかお ふみや）   | ラップ ダンサー         | 2004年10月3日（20歳）  | 静岡県 三島市   | AB型   | 165cm   | STARDUST - スターダストプロモーション - 高尾楓弥のプロフィール         | 兄はHAYATO（ONE N' ONLY） |
| SHOOT    | 森愁斗 （もり しゅうと）     | リードボーカル ダンサー | 2002年9月18日（22歳）  | 東京都          | O型    | 167cm   | STARDUST - スターダストプロモーション - 森愁斗のプロフィール           | 兄はMORRIE                |

### 旧メンバー
| 名前   | 本名 （ふりがな）          | 担当                  | 生年月日(年齢)       | 出身地 | 血液型 | 身長  | 在籍期間            |
| ------ | -------------------------- | --------------------- | -------------------- | ------ | ------ | ----- | ------------------- |
| KANATA | 結城叶多 （ゆうき かなた） | ダンサー サブリーダー | 2002年2月4日（23歳） | 東京都 | O型    | 167cm | 結成〜2022年4月30日 |

## 沿革

### 2020年
- 9月23日、ONE N' ONLYのオンラインライブにて初パフォーマンス[8]。
- 10月1日、グループ初のインスタライブ。レギュラーラジオが決定したことが発表された。
- 12月23日、ONE N' ONLYのオンラインライブにて初オリジナル曲「CLICK ME」初披露[9]。

### 2021年
- 2月2日、初外部イベント出演。初有観客ライブ[10]。
- 4月15日、BUDDiiS公式Youtubeチャンネル開設[11]。
- 5月2日、初無観客ワンマンライブ。「ALIEN BOY（パフォーマンス）」「Under The Sea」「Brighter」初披露。「CLICK ME」「ALIEN BOY」の2週連続配信リリース決定。オフィシャルサイト開設。またファンの呼称が「バディ」に決定[12]。
- 5月16日、AuDee Connect Festival(無観客)に出演[13]。
- 5月19日、「CLICK ME」配信リリース。BUDDiiSリリースデビュー。
- 6月20日、各メンバーのファンコミュニティ+KIRARIオープン。（MORRIEのみ未実装）
- 8月3日、初有観客ワンマンライブ。「ENCHANT」「カケラ」「Dream Love」初披露。「Under The Sea」配信リリース決定[14]。
- 9月15日、HARUKIが学業のため、9月27日から2月15日まで活動休止を発表。
- 9月26日、初大阪ワンマンライブ。「わがまま」「JEALOUS」「Beautiful」「To The Top」初披露。

### 2022年
- 1月5日、YUMA・KANATA・SHOW・HARUKI・FUMIYAがInstagram開設。TAKUYAはTwitter開設。
- 3月7日、KANATAが自身のもう一つの夢を叶えるため、4月末をもってグループからの卒業及び芸能界引退する事を発表。
- 3月9日、「R4U」配信リリース。初タイアップ曲。
- 4月9,10日、初ホールワンマンライブ。「HOT CHEESE」「ON&ON」「OZ」初披露。「R4U」有観客ライブ初披露。KANATAはBUDDiiSとして最後のライブであった[15]。
- 4月30日、KANATAがグループ卒業及び芸能界引退。
- 5月29日、男性アーティスト初、横浜武道館公演。「YO HO」「BEAST2」初披露。「ON&ON」10人体制に変更[16]。
- 6月23日、初デジタル写真集「BUDDiiS DIGITAL PHOTO BOOK vol.1/2」発売。
- 6月25日、BUDDiiS Channel生配信にて、8月24日に6thシングル「SM:)LE」にてCDデビューすることが発表された。
- 8月20,21日、グループ初のEBiDAN THE LIVE。シャッフルユニットには、「GIRA GIRA★DRAGON」にFUMINORI（柴崎楽 役）・FUMIYA（志村玲於 役）、「超快適」にMORRIE（タカシ 役）、「HOTM!LK」にKEVIN（吉田仁人 役）が出演した。「SM:)LE（パフォーマンス）」初披露。
- 8月24日、初のCDシングル「SM:)LE」発売。オリコン週間シングルランキングでは初週7位にランクイン。
- 8月28日 - 9月18日、初全国（5大都市）ツアー。「P.A.R.T.Y」「The One」「RISE IN LOVE（パフォーマンス）」初披露[17]。
- 10月2日、初リリースイベント。
- 12月9,10日、ワンマンライブ。「her+art（パフォーマンス）」初披露[18]。

### 2023年
- 4月29日、EBiDAN THE PARADE 2023 SPRING開催。「Magic」初披露。
- 6月1日、グループFC開設。
- 6月17,24日、初野外ワンマンライブ。「Mr.FRAKE OUT」「SUNSHINE」「Glow Gold（大阪公演）」初披露[19]。

### 2024年
- 9月24日、1stミニアルバム「Utopia」発売。オリコン週間アルバムランキングで初登場1位を獲得し。初週で20万枚売り上げ、オリコン週間音楽ランキングにおいて自身初の1位となった[20]。

### 2025年
- 1月20日、自身初の地上波ドラマ主題歌「Iris」をリリース。[21]。
- 6月1日、初の海外公演。

## ディスコグラフィ

### シングル
|             | 発売日        | タイトル | 規格         | 最高位  | 規格品番  | 収録曲                                                                 | 収録アルバム | 備考 | ライブペンライトカラー |
| ----------- | ------------- | -------- | ------------ | ------- | --------- | ---------------------------------------------------------------------- | ------------ | ---- | ---------------------- |
| 6th (CD1st) | 2022年8月24日 | SM:)LE   | CD + Blu-ray | 週間7位 | ZXRC-1246 | CD 1. SM:)LE 2. RISE IN LOVE                                           |              |      |                        |
| 6th (CD1st) | 2022年8月24日 | SM:)LE   | CD + Blu-ray | 週間7位 | ZXRC-1246 | Blu-ray 「BUDDiiS vol.02 – VOYAGiiE -」より 1.YO HO 2.BEAST2 3.ALRIGHT |              |      |                        |

### 配信シングル
|      | 発売日         | タイトル      | 規格                   | 最高位  | 収録アルバム | 備考                     | ライブペンライトカラー |  |
| ---- | -------------- | ------------- | ---------------------- | ------- | ------------ | ------------------------ | ---------------------- |  |
| 1st  | 2021年5月19日  | CLICK ME      | デジタル・ダウンロード | -       | -            |                          | 黄                     |  |
| 2nd  | 2021年5月26日  | ALIEN BOY     | デジタル・ダウンロード | -       |              |                          |                        |  |
| 3rd  | 2021年8月4日   | Under The Sea | デジタル・ダウンロード | -       |              |                          | 青                     |  |
| 4th  | 2021年10月13日 | To The Top    | デジタル・ダウンロード | -       |              |                          |                        |  |
| 5th  | 2022年3月9日   | R4U           | デジタル・ダウンロード | 週間5位 |              |                          |                        |  |
| 7th  | 2022年12月5日  | her+art       | デジタル・ダウンロード | -       |              | 作詞・作曲KEVIN          |                        |  |
| 8th  | 2022年12月5日  | The One       | デジタル・ダウンロード | -       |              | 作詞・作曲KEVIN          |                        |  |
| 9th  | 2023年5月10日  | Magic         | デジタル・ダウンロード | -       | BRiLLiANT    |                          |                        |  |
| 10th | 2023年7月28日  | Glow Gold     | デジタル・ダウンロード | TBA     | BRiLLiANT    |                          |                        |  |
| 11th | 2023年9月16日  | Koi to me     | デジタル・ダウンロード | -       | BRiLLiANT    |                          |                        |  |
| 12th | 2024年3月4日   | JUBiiLEE      | デジタル・ダウンロード | -       | UtopiiA      | 作詞・作曲KEVIN          |                        |  |
| 13th | 2024年7月3日   | LOUD          | デジタル・ダウンロード |         | UtopiiA      | 作詞・作曲KEVIN          |                        |  |
| 14th | 2025年1月20日  | Iris          | デジタル               |         |              | 作詞UTA・KEVIN 作編曲UTA |                        |  |
| 15th | 2025年5月26日  | LÖVE ME       | デジタル               |         |              | 作詞SHOOT                |                        |  |
| 16th | 2025年7月30日  | BLUE SODA     | デジタル               |         |              | 作詞・作曲KEVIN          |                        |  |

### 配信
| 発売日        | タイトル   | 規格                   | 最高位 | 収録アルバム | 備考            | ライブペンライトカラー |
| ------------- | ---------- | ---------------------- | ------ | ------------ | --------------- | ---------------------- |
| 2022年7月30日 | Brighter   | デジタル・ダウンロード | -      | -            | KEVIN作詞・作曲 |                        |
| 2022年7月30日 | ENCHANT    | デジタル・ダウンロード | -      | -            | KEVIN作詞・作曲 |                        |
| 2022年7月30日 | JEALOUS    | デジタル・ダウンロード | -      | -            | KEVIN作詞・作曲 |                        |
| 2022年7月30日 | OZ         | デジタル・ダウンロード | -      | -            | KEVIN作詞・作曲 |                        |
| 2022年7月30日 | YO HO      | デジタル・ダウンロード | -      | -            | KEVIN作詞・作曲 |                        |
| 2022年7月30日 | ALRIGHT    | デジタル・ダウンロード | -      | -            | WAZZ UPのカバー |                        |
| 2022年7月30日 | Dream Love | デジタル・ダウンロード | -      | -            |                 |                        |
| 2022年7月30日 | Beautiful  | デジタル・ダウンロード | -      | -            |                 |                        |
| 2022年7月30日 | ON & ON    | デジタル・ダウンロード | -      | -            |                 |                        |
| 2022年7月30日 | HOT CHEESE | デジタル・ダウンロード | -      | -            |                 | オレンジ               |
| 2022年7月30日 | BEAST2     | デジタル・ダウンロード | -      | -            |                 |                        |

### アルバム
| 発売日         | タイトル  | 規格         | 最高位 | 規格品番                | 収録曲 | 備考 |
| -------------- | --------- | ------------ | ------ | ----------------------- | --- | ---- |
| 2023年10月11日 | BRiLLiANT | CD + Blu-ray | -      | ZXRC-2100（初回限定盤） | 1.Koi to me 2.Glow Gold 3.Brightness 4.Mr.Freak Out 5.Magic 6.Lack 7.P.A.R.T.Y 8.WE HIGH 9.BUD 10.SUNSHINE |      |
| 2023年10月11日 | BRiLLiANT | CD           | -      | ZXRC-2101（通常盤）     | 1.Koi to me 2.Glow Gold 3.Brightness 4.Mr.Freak Out 5.Magic 6.Lack 7.P.A.R.T.Y 8.WE HIGH 9.BUD 10.SUNSHINE |      |

### ミニアルバム
| 発売日        | タイトル | 規格         | 最高位                                 | 規格品番                           | 収録曲                                                | 備考 |
| ------------- | -------- | ------------ | -------------------------------------- | ---------------------------------- | ----------------------------------------------------- | ---- |
| 2024年9月18日 | UtopiiA  | CD + Blu-ray | オリコン週間合算アルバムランキング 1位 | ZXRC-2111(ZXRB-3108)（初回限定盤） | 1.Ütopia 2.HONEY 3.Instinctive Love 4.JUBiiLEE 5.LOUD |      |
| 2024年9月18日 | UtopiiA  | CD           | オリコン週間合算アルバムランキング 1位 | ZXRC-2112（通常盤）                | 1.Ütopia 2.HONEY 3.Instinctive Love 4.JUBiiLEE 5.LOUD |      |

### 未発売曲
発表順。アレンジバージョンは含めない。
- カケラ

ボーカル（KEVIN・MORRIE・SHOOT）曲。SHOOT作詞
- わがまま

ボーカル（KEVIN・MORRIE・SHOOT）曲。KEVIN・MORRIE・SHOOT作詞

## ミュージックビデオ
| 公開日                                                            | 曲名                    | 監督                | 備考                               |
| 2021年                                                            | 2021年                  | 2021年              | 2021年                             |
| ----------------------------------------------------------------- | ----------------------- | ------------------- | ---------------------------------- |
| 5月25日                                                           | ALIEN BOY - YouTube     |                     |                                    |
| 8月13日                                                           | Under The Sea - YouTube |                     |                                    |
| 10月9日                                                           | To The Top - YouTube    | 三本菅悠            |                                    |
| 2022年                                                            |                         |                     |                                    |
| 3月5日                                                            | R4U - YouTube           | NATSUKI             | リリックビデオ アニメーション      |
| 8月20日                                                           | SM:)LE - YouTube        | 斉藤友和            |                                    |
| 12月5日                                                           | her+art - YouTube       | 中江啓太            |                                    |
| 2023年                                                            |                         |                     |                                    |
| 5月10日                                                           | Magic - YouTube         | 中江啓太            |                                    |
| 9月16日                                                           | Koi to me - YouTube     | 深津昌和            |                                    |
| 2024年                                                            |                         |                     |                                    |
| 2月4日                                                            | JUBiiLEE - YouTube      | 大久保拓朗          |                                    |
| 5月19日                                                           | 映像 - YouTube          | 神崎峰人,山田勇太朗 |                                    |
| 9月30日(同月18日に初公開されたが、一部映像変更のため再投稿された) | Ütopia - YouTube        | 大久保拓朗          |                                    |
| 12月6日                                                           | LIGHTS 映像 - YouTube   |                     | Concept Lyric Video                |
| 2025年                                                            |                         |                     |                                    |
| 1月27日                                                           | Iris - YouTube          | 三石直和            | Choreographer：shoji（s**t kingz） |
| 6月2日                                                            | LÖVE ME - YouTube       | YODEN               | Choreographer：NanA MAEDA / FUMIYA |
| 8月1日                                                            | BLUE SODA - YouTube     | 渡辺達也            | リリックビデオ                     |

## 出演
太字部分はレギュラー出演。コメント出演は含まない。

### テレビ番組
- Love music内、サキガケ! TikTok（2021年6月6日・10月17日,2022年8月21日、フジテレビ）
- よるのブランチ（2022年5月11日,9月21日、TBS）
- 初めまして、BUDDiiSです! 〜俺らまだ夢の途中〜（2022年10月24日、スペースシャワーTV）
- BREAK OUT（2022年12月14日、テレビ朝日）
- 歌のサンセット（2023年5月26日、テレビ東京）[23]
- DAN!DAN!EBiDAN!（2024年、テレビ東京）
- 歌のサンセット（2024年3月8日、テレビ東京）[24]
- EBiDANのフォトリップ（2024年、関西テレビ）[25]
- 夜のスジガネスタジオ2025（2025年3月30日、フジテレビNEXT）[26]
- CDTVライブ!ライブ!（2025年5月26日、TBS）[27]

他多数

### 配信番組
- EBiDAN LIVE SCHOOL!!!!（2021年3月14日、dTVチャンネル・ひかりTV）
- バディーズうまうまミッション（2021年5月26日 - 2024年12月27日 レギュラー 不定期配信、cookpad Live）
- HADO BUDDiiS CUP（2021年10月19日、Wow Live・YouTube）
- EBiDAN LIVE SCHOOL!!!2 （2021年12月19日,2022年1月9日、dTVチャンネル・ひかりTV）
- EBiDAN LIVE SCHOOL!!!3 （2022年4月16日,5月7日、ひかりTVビデオ）
- blackboard -One Cut Live Show-（2022年6月3日、YouTube）
- MUSICGLOBE～Buzz the World～（2022年10月27日,2023年6月15日、YouTube）
- M-ON! SPECIAL 「BUDDiiS」 ～Iris～ （2025年1月28日、スカパー！CS325）[28]

### ラジオ
- No BUDDiiS（2020年10月6日 - 2025年3月25日 レギュラー 毎週火曜配信、AuDee）[29]
- 僕らのボイスログ（2022年6月26日 - 不定期配信、AuDeeプレミアム）[30]
- オールナイトニッポン0(ZERO)（2025年2月3・10・17・24日）[31]
- No BUDDiiS（2025年4月 - レギュラー 毎週土曜放送、TOKYO FM）[32]

## 書籍

### 写真集
- BUDDiiS DIGITAL PHOTO BOOK vol.1/2（2022年、SDP）

### 雑誌
- ch FILES 2021年12月号（2021年）
- Star Creators! Winter 2022（2022年、KADOKAWA）
- 楽遊BOYS PASS vol.08（2022年）
- NAILEX 2025年8月号（2025年、カエルム）[33]

### その他
- BUDDiiS Channel オリジナルカレンダー2023 in Thailand（2023年）
- BUDDiiS カレンダー2024.4-2025.3（2024年）[34]
- BUDDiiSカレンダー 2025.04〜2026.03（2025年）[35]

## ライブ・イベント
太字部分はBUDDiiSまたはEBiDAN主催ライブ。

### 2020年
- 1N' 2N' ONE N' ONLY!! ～Special Live～（9月23日、オンラインライブ）[36]
- 1N' 2N' ONE N' ONLY ～X'mas Live 2020～（12月23日、オンラインライブ）[37]

### 2021年
- 日本工学院専門学校 presents LUMiNOUS meets SPACE SHOWER TV 〜ミチシルベ〜　Front Act（2月2日、Zepp Haneda）[38]
- BUDDiiS vol.00 ～LIVE SHOWCASE～（5月2日、duo MUSIC EXCHANGE→オンラインライブ）[39]
- Audee Connect Festival 2021（5月16日、TOKYO FMホール→オンラインライブ）[40]
- BUDDiiS vol.00 ～LIVE SHOWCASE～ 振替公演（8月3日、duo MUSIC EXCHANGE）[41]
- EBiDAN THE LIVE 2021オープニングアクト（8月14,15日、東京ガーデンシアター）コロナウイルス感染拡大のため中止[42]
- 24時間テレビオンラインチャリティーライブイベント （8月21日、日産グローバル本社ギャラリー）[43]
- BUDDiiS vol 0.5 ～Osaka First Landing～（9月26日、なんばhatch）[44]

### 2022年
- LIVE EMPOWER CHILDREN 2022 supported by 第一生命保険（2月15日、オンラインライブ）[45]
- EXIA Presents KANSAI COLLECTION 2022 SPRING&SUMMER  OPENING ACT（3月5日、京セラドーム大阪）[46]
- 東北楽天ゴールデンイーグルスvs.福岡ソフトバンクホークス戦　始球式（4月1日、楽天生命パーク宮城）[47]
- BUDDiiS vol.01 – SUNRiiSE -（1月28,29日→4月9,10日、中野サンプラザ）[48]
- Rakuten GirlsAward 2022 SPRING/SUMMER オープニングアクト（5月14日、幕張メッセ）[49]
- BUDDiiS vol.02 – VOYAGiiE -（5月29日、横浜武道館）[50]
- 千葉ロッテマリーンズ vs 福岡ソフトバンクホークス戦　試合前スペシャルライブ（8月9日、ZOZOマリンスタジアム）
- EBiDAN THE LIVE  2022 ～ EBiDAN AWARDS ～（8月20,21日、東京ガーデンシアター）
- BUDDiiS × A’GEM/9 SPECIAL COLLABORATION Vol.3 店頭イベント（8月27日 - 9月19日、A'GEM店舗）
- BUDDiiS vol.03 Zepp Tour – JOURNiiY -（8月28日 - 9月18日、Zepp Sapporo・Zepp Nagoya・Zepp Osaka Bayside・Zepp Fukuoka・Zepp Haneda）
- 『SM:)LE』リリース記念スペシャルトークイベント（9月25日、HMV&BOOKS SHIBUYA 6Fイベントスペース）
- 『SM:)LE』リリースイベント（10月2日、イオンレイクタウン）
- Rakuten GirlsAward 2022 AUTUMN/WINTER（10月8日、幕張メッセ）
- かまた祭　FÜN（10月29日、片柳アリーナ）
- Hellosmile Special Roomie Roomie! みんパピのお時間 supported by フコク生命（11月5日、サンリオピューロランド エンターテイメントホール）
- BUDDiiS vol.04 – WiiNTER LAND -（12月9,10日、LINE CUBE SHIBUYA）
- 第6回 ももいろ歌合戦（12月31日、日本武道館）

### 2023年
- LIVE EMPOWER CHILDREN 2023 supported by 第一生命保険（2月15日、NHKホール）
- BUDDiiS CAFE（2月17日 - 23日、cookpadLive cafe 表参道・cookpadLive cafe 心斎橋）
- HELLO! SMILE PARADISE 2023 SPRING 〜WATWING × BUDDiiS 〜（2月22日、KT Zepp Yokohama）
- KANSAI COLLECTION 2023 SPRING&SUMMER  LIVE ACT（3月4日、京セラドーム大阪）
- 第2回 EBiDAN 大運動会『スポーツマンヒップ！』（3月25日、国立代々木競技場 第二体育館）
- BUDDiiS Channel オリジナルカレンダー2023 in Thailand お渡し＆ジャンケン大会イベント（3月29日 - 4月16日、HMV&BOOKS SHIBUYA・HMV栄・HMV&BOOKS SHINSAIBASHI）
- バディフェス!!（4月3日-4月5日、Zepp Namba・Zepp Haneda）
- BREAK OUT祭2023（4月15日、TOKYO DOME CITY HALL）
- EBiDAN THE PARADE 2023 SPRING（4月29日、パシフィコ国立大ホール）
- BUDDiiS vol.05 – MAGiiCAL –（6月17,24日、日比谷野外大音楽堂・大阪城音楽堂）
- MASH BEAT 2（7月24,27日、Zepp DiverCity (TOKYO)・Zepp OsakaBayside）
- THE STAR NEXTAGE（8月2,16日、さいたまスーパーアリーナ・日本ガイシホール）
- EBiDAN THE LIVE UNIVERSE 2023（8月11,12日、国立代々木競技場 第一体育館）
- BUDDiiS ダーツの旅iiS（8月28日 - 9月10日、滋賀県立芸術劇場 びわ湖ホール 中ホール・佐賀市文化会館 中ホール・鹿児島キャパルボホール）
- BUDDiiS vol.06 - BRiLLiANT -（10月14,15日、幕張メッセ イベントホール）
- 第7回 ももいろ歌合戦（12月31日、横浜アリーナ）

### 2024年
- SDGs推進 TGC しずおか 2024（1月13日、ツインメッセ静岡）
- BREAK OUT祭2024（1月27日、Zepp Osaka Bayside）
- BUDDiiS vol.07 -JUBiiLEE- (2月4日 - 4月29日、 TOKYO DOME CITY HALL・福岡市民会館・東京エレクトロンホール宮城・名古屋国際会議場 センチュリーホール ・NHK大阪ホール・カナモトホール・広島文化学園HBGホール・神戸国際会館 こくさいホール・グランキューブ大阪・パシフィコ横浜国立大ホール)
- BUDDiiSカレンダーイベント ハイタッチ会（2月10日 - 4月20日、ライブハウスBuudy up!・宮城県建設産業会館・HMV&BOOKS SHIBUYA・TKP札幌ビジネスセンター赤れんが前 5階ホール・広島県立産業会館 東展示館 第２展示場・グランキューブ大阪10階 会議室1008・タワーレコード渋谷店 5Fイベントスペース）
- LIVE EMPOWER CHILDREN 2024 supported by 第一生命保険（2月15日、東京国際フォーラムホールA）
- STARLIGHT+ 2024（3月17日、幕張メッセ イベントホール）
- 川崎ブレイブサンダース ホームゲーム ハーフタイムショー（4月7日、川崎市とどろきアリーナ）
- WATWING Collab Tour 2024～Equal～ 2部（4月21日、仙台GIGS）
- Rakuten GirlsAward 2024 SPRING/SUMMER（5月3日、代々木第一体育館）
- Z祭 SUPER LIVE!!!!!!!!!（5月12日、ぴあアリーナMM）
- TGC teen ICHINOSEKI 2024（6月1日、一関市総合体育館ユードーム）
- BUDDiiSLAND 1st Anniversary 〜 入居者募集中 〜（6月2日、仙台PIT）
- 『UtopiiA』リリースイベント“TRiiAL BUDDiiS”（6月22日 - 9月21日、イオンレイクタウン・セブンパーク アリオ柏・ビナウォーク・アリオ倉敷・セブンパーク天美・イオンモール新居浜・アスナル金山・イオンモール新利府・THE OUTLETS KITAKYUSHU・アミュひろば・豊砂公園特設ステージ・FULALI KYOBASHI・プライムツリー赤池・幕張メッセ）
- 音楽の祭典「BEAT AX Vol.4」（6月29日、幕張メッセ国際展示場展示ホール１～３）[51]
- 「ハンドボール男子日本代表国際親善試合」 ハーフタイムショー（7月3日、代々木第一体育館）[52]
- TGC MATSUYAMA 2024 by TOKYO GIRLS COLLECTION（7月13日、愛媛県武道館）[53]
- BUDDiiS ダーツの旅iiS 2024(仮)（7月19日 - 8月1日、けんしん郡山文化センター 大ホール・ベイシア文化ホール 大ホール・熊本城ホール メインホール・長崎ブリックホール 大ホール）[54]
- The MusiQuest （ザ・ミュージックエスト）2024（7月21日、ぴあアリーナMM）[55]
- No BUDDiiS 200回突破記念「みんなで一緒に Are You Ready BUDDiiS!!」（8月4日、ニッショーホール）[56]
- EBiDAN THE LIVE CRUISE 2024（8月17日 - 8月18日、代々木第一体育館）[57]
- BUDDiiS vol.08 Nippon Budokan -UtopiiA-（9月6日 - 9月7日、 日本武道館）[58]
- ベストアメニティpresents「８×８MUSICFESTIVAL 2024」（10月6日、 久留米百年公園)
- 第4回EBiDAN大運動会『スポーツマンヒップ！』（10月14日、LaLa arena TOKYO-BAY）[59]
- EBiDANのフォトリップ - BUDDiiSと旅するフォトナイト - （11月27日、KT Zepp Yokohama）[60]
- BUDDiiS vol.09 - MiiRAI -（12月29日、さいたまスーパーアリーナ）[61]
- 第8回 ももいろ歌合戦（12月31日、日本武道館）[62]

### 2025年
- 若者向け金融セミナー　みんなの将来のお金編（2月1日、WITH HARAJUKU HALL、TAKUYA,HARUKIのみ）[63]
- LIVE SDD 2025（2月8日、大阪城ホール）[64]
- Live Summit（2月21日、Zepp DiverCity（TOKYO））[65]
- TGC AKASAKA COLLECTION（3月23日、赤坂BLITZスタジオ）[66]
- BUDDiiS Tour 2025 - JOURNiiYⅡ -（4月4日 - 6月1日、Zepp Sapporo、Zepp Nagoya、KT Zepp Yokohama、Zepp Fukuoka、Zepp Osaka Bayside、Zepp Haneda (TOKYO)、SENDAI GIGS、Zepp New Taipei）[67]
- 横浜ビー・コルセアーズ戦（4月16日、川崎市とどろきアリーナ）[68]
- Rakuten GirlsAward 2025 SPRING/SUMMER（5月3日、国立代々木競技場 第一体育館）[69]
- OSAKA MUSIC LOVER -PASSION-（6月5日、大阪城ホール）[70]
- The MusiQuest（7月6日、国立代々木競技場 第一体育館）[71]
- コカ・コーラ SUMMER FES 音楽 LIVE（8月9日、六本木ヒルズアリーナ）[72]
- LuckyFes'25（8月11日、国営ひたち海浜公園）[73]
- EBiDAN THE LIVE 2025 HOTEL NINE STAR（8月15日 - 8月17日、国立代々木競技場 第一体育館）[74]
- BUDDiiS Vol.10 - COSMiiC -（9月20日・21日　横浜アリーナ、9月27日　大阪城ホール）[75]
- ８×８MUSICFESTIVAL 2025（2025年10月4日　久留米百年公園）[76]

## コラボ

### 2021年
- BUDDiiS × A`GEM/9 SPECIAL COLLABORATION[77]
- BUDDiiS×TOWER RECORDS 店頭コラボ[78]（10月23日 - 30日）
- BUDDiiS×TOWER RECORDS 店頭コラボ～セブンパーク天美店　オープン記念編～ [79]（11月17日 - 28日）

### 2022年
- BUDDiiS×ダイバーシティ東京プラザ コラボ[80]（2月11日 - 3月17日）
- BUDDiiS × A`GEM/9 SPECIAL COLLABORATION Vol.2[81]
- Shimokita Festival × BUDDiiS（5月25日 - 29日）
- BUDDiiS × A’GEM/9 SPECIAL COLLABORATION Vol.3 [82]
- BUDDiiS × RDVZコラボ（12月16日 - 29日）[83]

### 2023年
- BUDDiiS × cookpadLive「BUDDiiS CAFE」（2月17日 - 23日）[84]
- クレディセゾン Presents 「バディフェス !!までのBUDDiiSに超密着！」キャンペーン（3月23日 - 4月6日）[85]
- スポーツオーソリティ「春はBUDDiiSで十人十色。」キャンペーン（3月24日 - 4月30日）[86]
- BUDDiiS × cookpadLiveコラボカフェ「BUDDiiSCAFE」テイクアウト限定（6月13-19,23-25日）[87]

### 2024年
- 「BUDDiiS (バディーズ)」× NATSLIVE CAFE（3月1日 - 24日）[88]
- BUDDiiS × Favsquad（12月5日 - ）[89]

### 2025年
- BUDDiiS×琉球風水志シウマ Lucky Long Sleeve TEE（1月10日 - 16日）[90]
- BUDDiiS×Qurap（2月1日 - 28日）[91]
- BUDDiiS × MEDULLA（7月26日 - ）[92]

## タイアップ
| 曲名     | タイアップ                                                             |
| -------- | ---------------------------------------------------------------------- |
| R4U      | TBS「よるのブランチ」2022年3,4月エンディングテーマ                     |
| SM:)LE   | 2022年9月 岩手ビッグブルズサポートソング                               |
| her+art  | テレビ朝日「BREAK OUT」2022年12月度オープニングトラック                |
| Brighter | フジテレビTWO×ひかりTV共同制作ドラマ「口説き文句は決めている」主題歌   |
| LOUD     | TBS系「王様のブランチ』」2024年7月度エンディングテーマ                 |
| Iris     | 関西テレビ・フジテレビ系ドラマ「秘密〜THE TOP SECRET〜」主題歌         |
| Ütopia   | CS日テレプラス ドラマ「ラーメンD 松平國光 Season１」エンディングテーマ |

## 備考

### 用語
- 横浜組

横浜市出身のKEVIN・YUMA・HARUKI。
- 決別組

TAKUYA・YUMA。TAKUYAがSNSなどで定期的に「【ご報告】メンバーのYUMAが◯◯してきたので決別します。」という内容の投稿をしていたことから。
- ゲーム部

KEVIN・SEIYA・SHOW・FUMIYAの4人。遠征時、ホテルの部屋に集まり夜な夜なゲームをするようになったことから。